# أرباد إيلو
أرباد إيلو (بالإنجليزية: Arpad Elo)‏ (و. 1903 – 1992 م) هو لاعب شطرنج، وفيزيائي، وعالم، وأستاذ جامعي من الولايات المتحدة الأمريكية . ولد في Pápa .
توفي في ميلواكي، ويسكنسن ، عن عمر يناهز 89 عاماً.

## التعليم
تعلم في جامعة شيكاغو

## روابط خارجية
- أرباد إيلو على موقع مباريات الشطرنج (الإنجليزية)
- أرباد إيلو على موقع 365Chess.com (الإنجليزية)
- أرباد إيلو على موقع Chesstempo.com (الإنجليزية)